# Gryllotalpa mabiana
Gryllotalpa mabiana is een rechtvleugelig insect uit de familie veenmollen (Gryllotalpidae). De wetenschappelijke naam van deze soort is voor het eerst geldig gepubliceerd in 2008 door Ma, Xu & Takeda.